# 芝公園
座標: 北緯35度39分23秒 東経139度44分54秒 / 北緯35.65639度 東経139.74833度
芝公園（しばこうえん）は、東京都港区にある都市公園（総合公園）である。都立芝公園、港区立芝公園、都市計画法に基づく特許事業により認可されたプリンス芝公園の総称。また、「芝公園」は港区の町名でもあり、芝公園一丁目から芝公園四丁目まで存在する。この記事では、公園と町名の双方について述べる。

## 概要
芝公園は増上寺を中心とした緑地帯（都立公園）であり、1873年（明治6年）の開園と、東京都内でも上野恩賜公園などと並ぶ古い公園である。元々は増上寺境内の敷地を公園としていた。しかし戦後の政教分離の考えにより、増上寺の敷地とは独立して宗教色のない都立公園として新たに遊具や運動施設などが設けられ、整備された。そのため、現在の公園の敷地は増上寺を取り囲むような形状になっている。
公園内にホテル、学校、図書館などの施設が点在するほか、グラウンドや散策路などがあり広大な公園施設となっている。また、園内には前方後円墳の芝丸山古墳、丸山貝塚もある。
東端には港区役所、西端には東京タワーが建ち、特に東京タワーを正面に望む東側の散策路はデートスポットとして、ロケ撮影地として親しまれる。
また、芝公園の名称は周辺一帯の町名（芝公園一丁目から芝公園四丁目）としても使われている他、地下鉄の駅名（都営地下鉄三田線芝公園駅）や高速道路の出入口の名称（首都高速都心環状線芝公園出入口）にもなっている。

## 歴史

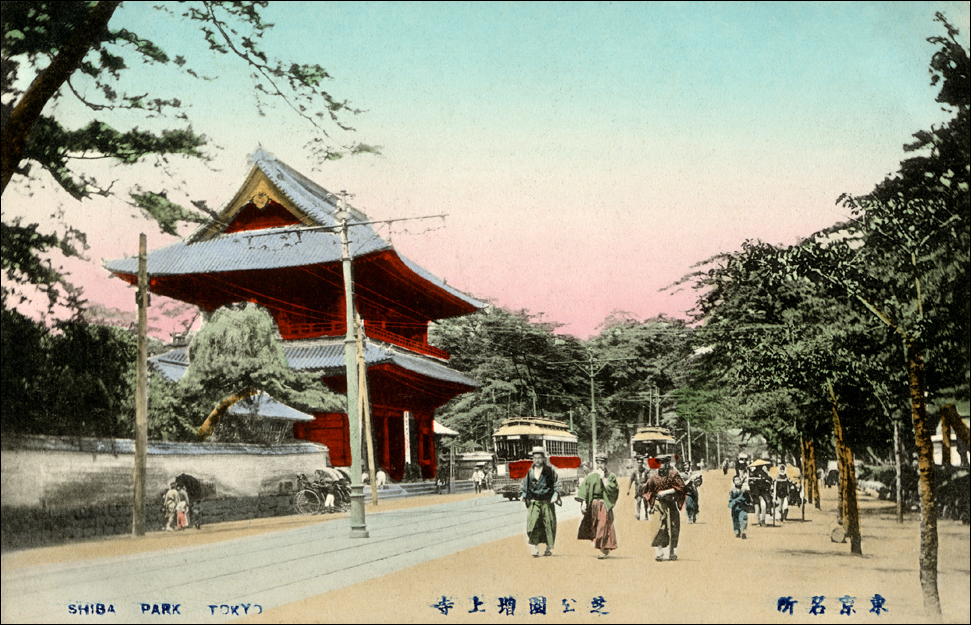
芝公園絵葉書大正時代

- 古くはこの地は飯倉御厨と呼ばれる伊勢神宮の荘園であった。
- 江戸期の増上寺の総構えのわずかに東に位置する芝大神宮がかつては増上寺や東京タワーの場所にあった。芝大神宮は天照皇大御神 - 伊勢神宮内宮の主祭神、豊受大御神 - 伊勢神宮外宮の主祭神を奉る。

### 沿革
- 1598年（慶長3年） - 増上寺が徳川家康によって麹町から現在の芝の地に移される。
- 1873年（明治6年）10月19日 - 芝公園が開園する。また、公園敷地が芝公園地1-25号地の計25区画に振り分けられる。
- 1878年（明治11年） - 芝区成立に伴い芝公園は芝区に編入され、東京府芝区芝公園地となる。
- 1889年（明治22年）5月1日 - 東京市の成立に伴い東京市に所属し、東京市芝区芝公園地となる。
- 1890年（明治23年）、増上寺五重塔を増上寺から芝公園に移管する。
- 1899年（明治32年） - 初代陸地測量部長小菅智淵工兵大佐の銅像が公園内に建立される（後に戦時中の金属供出で撤去）。
- 明治末期、次第に住所である芝公園地の「地」が省略されるようになり、東京市芝区芝公園となる。
- 1929年（昭和4年） - 芝区役所（現在の港区役所および芝地区総合支所）が芝公園6号地に移転。
- 1945年（昭和20年） - 戦災により、増上寺境内の五重塔と徳川家霊廟などほとんどが焼失する。
- 1947年（昭和22年） - 芝区が赤坂区・麻布区と合併し、新たに港区が成立。それに伴い、東京都港区芝公園となる。政教分離の趣旨のため、増上寺、東照宮境内地の敷地を公園から分離。
- 1957年（昭和32年）12月21日 - 都市計画決定
- 1958年（昭和33年）10月14日 - 東京タワーが芝公園20号地に完成する。
- 1965年（昭和40年）7月1日 - 芝公園の一部が西新橋三丁目に編入される。
- 1970年（昭和45年）11月22日 - 沖縄返還に向けた日米共同声明に抗議するデモ隊の一部が4号地付近で機動隊と衝突。機動隊側が催涙ガスを使用する一方、デモ隊側も御成門交番を焼き討ちし、ひかり幼稚園の窓ガラスを割るなど騒乱状態となった[7]。
- 1972年（昭和47年）1月1日 - 住居表示の実施に伴い、芝公園の一部が芝大門一丁目に編入され、残りの芝公園1-25号地に周辺地区を合わせ、現在の芝公園一丁目-四丁目が成立する。
- 1979年（昭和54年）7月23日 - 芝公園二丁目のマンションの一室でガス自殺未遂。爆風により周辺30数戸に被害[8]。
- 1977年（昭和52年）9月1日 - 芝栄町の一部を芝公園三丁目・芝公園四丁目に編入する。
- 1999年（平成11年）4月9日 - プリンス芝公園（約3.78ha）が事業認可
- 2002年（平成14年）10月 - 港区立芝公園が開園。国際興業の所有地を港区が取得したもの
- 2006年（平成18年）4月1日 - 指定管理者制度により、芝公園が財団法人東京都公園協会の管理となる（-2011年（平成23年）3月31日まで）。

### 町名の変遷
| 実施後       | 実施年月日                              | 実施前（各町名ともその一部）                            |
| ------------ | --------------------------------------- | ------------------------------------------------------- |
| 芝公園一丁目 | 1972年1月1日 （芝栄町のみ1977年9月1日） | 芝公園5-9号地                                           |
| 芝公園二丁目 | 1972年1月1日 （芝栄町のみ1977年9月1日） | 芝公園10-15号地、芝片門前一丁目、芝片門前二丁目         |
| 芝公園三丁目 | 1972年1月1日 （芝栄町のみ1977年9月1日） | 芝公園3号地・4号地・21-25号地、芝栄町                   |
| 芝公園四丁目 | 1972年1月1日 （芝栄町のみ1977年9月1日） | 芝公園1号地・2号地・16-20号地、芝栄町、麻布飯倉町五丁目 |

## 芝公園号地
- 1873年（明治6年） 芝公園1-25号地に分割、現在の住所表記と現況を示す。

| 芝公園号地   | 現在の住所表記                 | 現況                                                   |
| ------------ | ------------------------------ | ------------------------------------------------------ |
| 芝公園1号地  | 港区芝公園四丁目8番            | 芝公園駅、港区立芝公園、ザ・プリンス パークタワー東京  |
| 芝公園2号地  | 港区芝公園二丁目1番、四丁目7番 | 増上寺、三康図書館                                     |
| 芝公園3号地  | 港区芝公園一丁目4番、三丁目3番 | 東京プリンスホテル                                     |
| 芝公園4号地  | 港区芝公園三丁目2番            | 御成門駅、港区立みなと図書館。御成門小学校、都立芝公園 |
| 芝公園5号地  | 港区芝公園一丁目1-3番          | 東京パナソニックビル                                   |
| 芝公園6号地  | 港区芝公園一丁目5番            | 港区役所、慶應義塾大学大学院薬学研究科・薬学部         |
| 芝公園7号地  | 港区芝公園一丁目6番            | 芝パークホテル                                         |
| 芝公園8号地  | 港区芝公園一丁目8番            | 港区議会棟                                             |
| 芝公園9号地  | 港区芝公園一丁目7番            | 大門、退職金機構ビル                                   |
| 芝公園10号地 | 港区芝公園二丁目2番            | 東京電力のビル                                         |
| 芝公園11号地 | 港区芝公園二丁目3番            | 大門、芝大門ホテル                                     |
| 芝公園12号地 | 港区芝公園二丁目6番            | 日本女子会館ビル                                       |
| 芝公園13号地 | 港区芝公園二丁目5番            | メルパルク東京                                         |
| 芝公園14号地 | 港区芝公園二丁目11番           | 住友不動産芝公園タワー                                 |
| 芝公園15号地 | 港区芝公園二丁目7番            | 芝公園保育園                                           |
| 芝公園16号地 | 港区芝公園四丁目10番           | 野球場                                                 |
| 芝公園17号地 | 港区芝公園四丁目9番            | テニスコート、妙定院                                   |
| 芝公園18号地 | 港区芝公園四丁目6番            | エネオスガソリンスタンド、一部公園                     |
| 芝公園19号地 | 港区芝公園四丁目8番            | 公園、宝珠院                                           |
| 芝公園20号地 | 港区芝公園四丁目2番            | 東京タワー                                             |
| 芝公園21号地 | 港区芝公園三丁目5番            | 金地院、機械振興会館                                   |
| 芝公園22号地 | 港区芝公園三丁目5番            | 芝中学校・高等学校                                     |
| 芝公園23号地 | 港区芝公園三丁目5番            | 芝公園23号地                                           |
| 芝公園24号地 | 港区芝公園三丁目1番            | 正則高等学校                                           |
| 芝公園25号地 | 港区芝公園三丁目1番            | 松蓮社                                                 |

1. ↑  一部港区西新橋六丁目24-25
2. ↑  一部港区芝大門一丁目1番
3. ↑  一部港区芝大門一丁目10番

## 世帯数と人口
2025年（令和7年）4月1日現在（港区発表）の世帯数と人口は以下の通りである。
| 丁目         | 世帯数  | 人口    |
| ------------ | ------- | ------- |
| 芝公園一丁目 | 164世帯 | 231人   |
| 芝公園二丁目 | 473世帯 | 671人   |
| 芝公園三丁目 | 152世帯 | 312人   |
| 芝公園四丁目 | 58世帯  | 73人    |
| 計           | 847世帯 | 1,287人 |

### 人口の変遷
国勢調査による人口の推移。
| 年                 | 人口  |
| ------------------ | ----- |
| 1995年（平成7年）  | 761   |
| 2000年（平成12年） | 787   |
| 2005年（平成17年） | 1,019 |
| 2010年（平成22年） | 1,067 |
| 2015年（平成27年） | 1,188 |
| 2020年（令和2年）  | 1,567 |

### 世帯数の変遷
国勢調査による世帯数の推移。
| 年                 | 世帯数 |
| ------------------ | ------ |
| 1995年（平成7年）  | 407    |
| 2000年（平成12年） | 478    |
| 2005年（平成17年） | 693    |
| 2010年（平成22年） | 704    |
| 2015年（平成27年） | 791    |
| 2020年（令和2年）  | 1,106  |

## 学区
区立小・中学校に通う場合、学区は以下の通りとなる（2022年4月現在）。
| 丁目         | 番地    | 小学校             | 中学校             |
| ------------ | ------- | ------------------ | ------------------ |
| 芝公園一丁目 | 全域    | 港区立御成門小学校 | 港区立御成門中学校 |
| 芝公園二丁目 | 全域    | 港区立御成門小学校 | 港区立御成門中学校 |
| 芝公園三丁目 | 全域    | 港区立御成門小学校 | 港区立御成門中学校 |
| 芝公園四丁目 | 7〜10番 | 港区立御成門小学校 | 港区立御成門中学校 |
| 芝公園四丁目 | 1〜6番  | 港区立麻布小学校   | 港区立六本木中学校 |

## 事業所
2021年（令和3年）現在の経済センサス調査による事業所数と従業員数は以下の通りである。
| 丁目         | 事業所数  | 従業員数 |
| ------------ | --------- | -------- |
| 芝公園一丁目 | 227事業所 | 7,997人  |
| 芝公園二丁目 | 304事業所 | 11,459人 |
| 芝公園三丁目 | 208事業所 | 3,871人  |
| 芝公園四丁目 | 58事業所  | 3,616人  |
| 計           | 797事業所 | 26,943人 |

### 事業者数の変遷
経済センサスによる事業所数の推移。
| 年                 | 事業者数 |
| ------------------ | -------- |
| 2016年（平成28年） | 636      |
| 2021年（令和3年）  | 797      |

### 従業員数の変遷
経済センサスによる従業員数の推移。
| 年                 | 従業員数 |
| ------------------ | -------- |
| 2016年（平成28年） | 19,964   |
| 2021年（令和3年）  | 26,943   |

## 施設・史跡

### 芝公園一丁目
- 慶應義塾大学大学院薬学研究科・薬学部
- 港区役所、芝地区総合支所
- 労働委員会会館
- 芝公園郵便局
- 芝パークホテル
- 芝大門フロントビル
- 芝公園入口
- 常照院
- チャッターボックス（芸能事務所）

### 芝公園二丁目

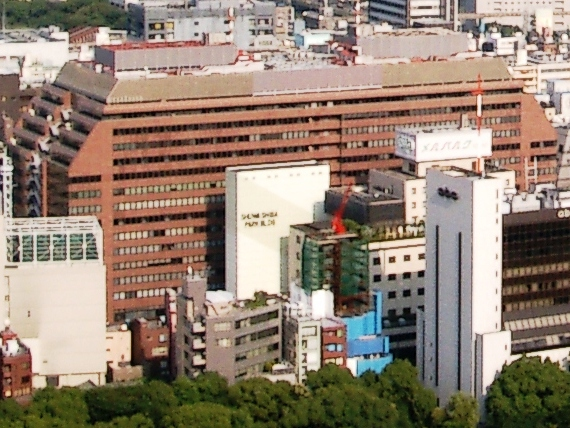
芝パークビル
（旧：秀和芝パークビル、ダヴィンチ芝パーク）

- 芝パークビル（旧：秀和芝パークビル、ダヴィンチ芝パーク）
- 芝公園多目的運動場（アクアフィールド芝公園）
- リッチモンドホテル東京芝（旧：ホテルコンソレイユ芝・東京）
- 住友不動産芝公園タワー
- 芝公園フロントタワー（abc会館（朝日放送東京支社）跡地)

### 芝公園三丁目

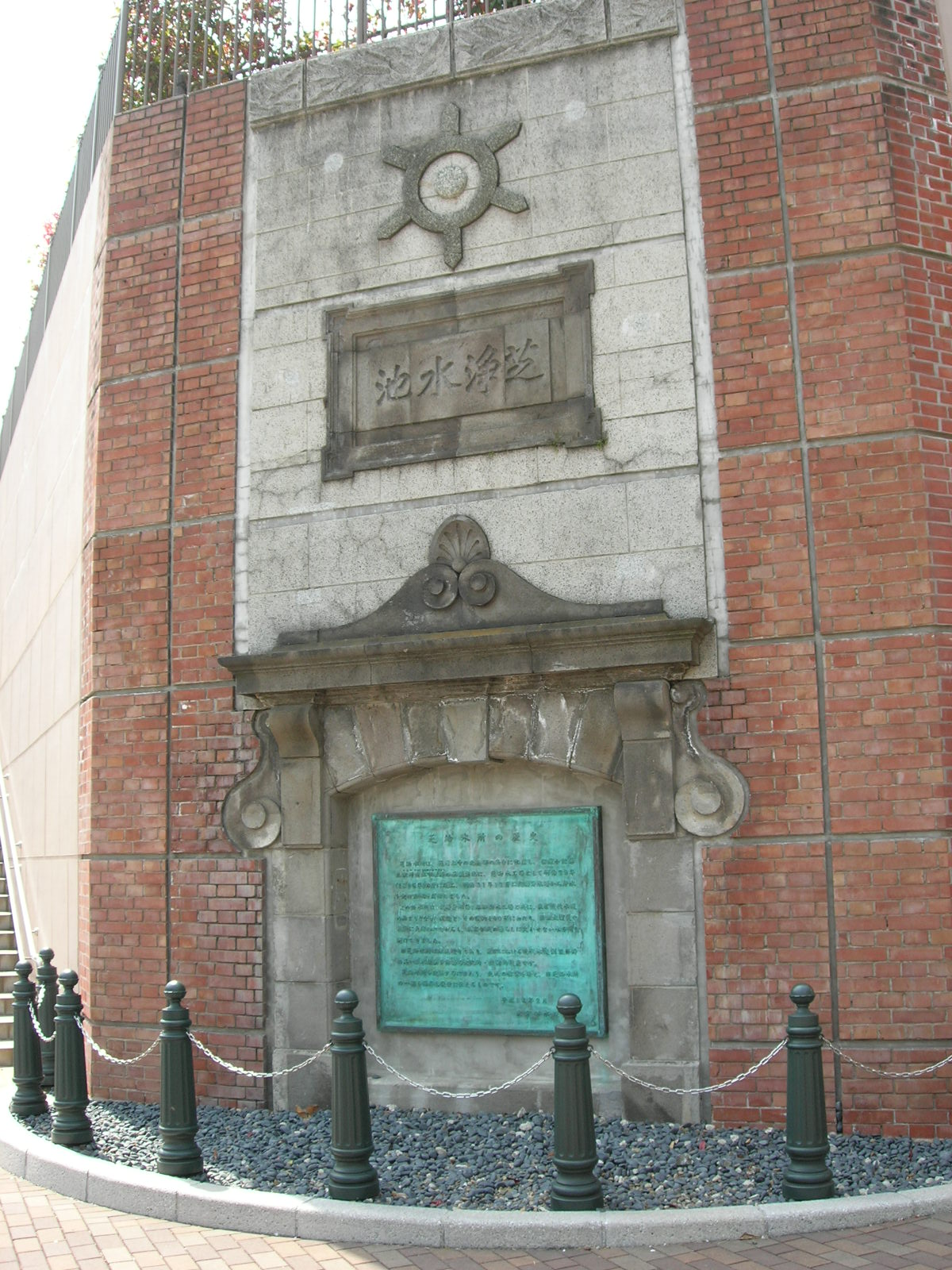
芝給水所公園芝浄水池跡

- 芝中学校・高等学校
- 正則高等学校
- 港区立御成門小学校
- 開拓使仮学校跡
- 港区立みなと図書館
- 御成門駅
- 東京プリンスホテル
- 芝給水所公園運動場　多目的運動広場
- 東京都水道局芝給水所
- オランダ大使館
- オランダ大使官邸 - 昭和3年建造の洋館
- 機械振興会館
- 芝公園
- 金地院
- 永井坂

### 芝公園四丁目
- 東京タワー
- 東京タワースタジオ（旧：東京タワー芝公園スタジオ）
- 増上寺
- 三康図書館
- ザ・プリンス パークタワー東京
- 芝公園出口
- 芝公園駅
- 芝東照宮
- 芝丸山古墳 - 都心では最大級の前方後円墳
- 明徳幼稚園
- 芝公園軟式野球場
- 芝公園テニスコート
- 芝公園
- とうふ屋うかい

## 交通

### 鉄道
- 東京都交通局（都営地下鉄）
  -  三田線
    - 芝公園駅 - 御成門駅

### 道路
- 首都高速都心環状線：芝公園地内では環状三号線と並走する。
  - 芝公園出入口
- 国道1号（桜田通り）：芝3・5丁目の西を通過する。
- 東京都道301号白山祝田田町線（桜田通り）：芝公園4丁目の西を通過する。
- 東京都道319号環状三号線：芝公園4丁目の北を通過する。芝公園2丁目方面に当たる芝公園グランド前交差点から東の区間は未整備。
- 東京都道409号日比谷芝浦線（日比谷通り）：芝公園1・2丁目と3・4丁目の間を南北に通過する路線。北は日比谷方面、南は芝五丁目方面へ向かっている。
- 日赤前通り

### 路線バス
- 東京都交通局（都営バス）
  - 東京タワー（橋86、浜95）

- フジエクスプレス（ちぃばす）
  - 芝ルート、麻布東ルート
    - 御成門駅
    - 港区役所
    - 芝公園駅

## その他

### 日本郵便
- 郵便番号 : 105-0011[3]（集配局 : 芝郵便局[18]）。